# Санта-Терезинья-ди-Гояс
Санта-Терезинья-ди-Гояс (порт. Santa Terezinha de Goiás) — муниципалитет в Бразилии, входит в штат Гояс. Составная часть мезорегиона Север штата Гойяс. Входит в экономико-статистический микрорегион Порангату. Население составляет 8684 человека на 2006 год. Занимает площадь 1202,195 км². Плотность населения — 7,2 чел./км².
Праздник города — 23 октября.

## Статистика
- Валовой внутренний продукт на 2003 год составляет 38 493 084,00 реалов (данные: Бразильский институт географии и статистики).
- Валовой внутренний продукт на душу населения на 2003 год составляет 3769,77 реалов (данные: Бразильский институт географии и статистики).
- Индекс развития человеческого потенциала на 2000 год составляет 0,721 (данные: Программа развития ООН).